# ウズマーテ・ヴェラーテ
ウズマーテ・ヴェラーテ（伊: Usmate Velate）は、イタリア共和国ロンバルディア州モンツァ・エ・ブリアンツァ県にある、人口約11,000人の基礎自治体（コムーネ）。

## 地理

### 位置・広がり
モンツァ・エ・ブリアンツァ県北東部に位置するコムーネで、県都モンツァから北東へ約9km、州都ミラノから北北東へ約24km、レッコから南南西へ約23km、コモから南西へ約27kmの距離にある。

#### 隣接コムーネ

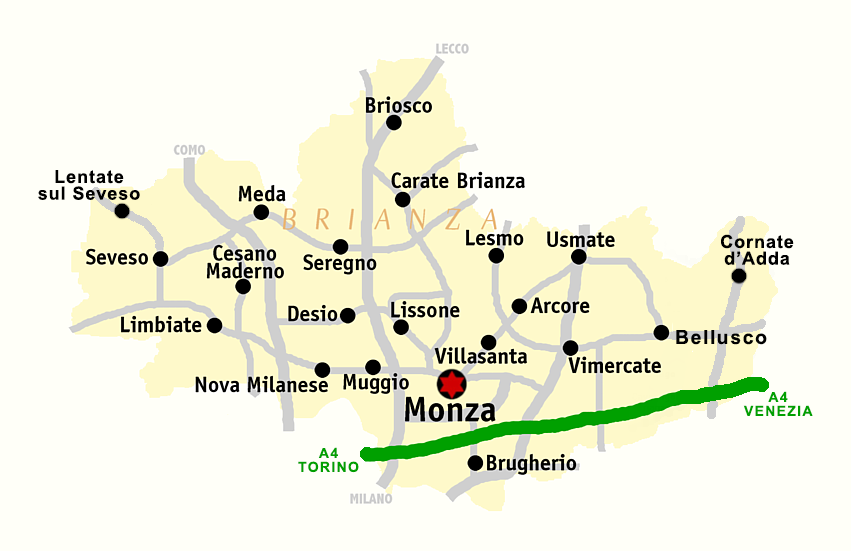
モンツァ・エ・ブリアンツァ県概略図

隣接するコムーネは以下の通り。
- アルコレ
- カンパラーダ
- カルナーテ
- カザテノーヴォ (LC)
- ロマーニャ (LC)
- ヴィメルカーテ

### 気候分類・地震分類
気候分類では、zona E, 2410 GGに分類される。
また、イタリアの地震リスク階級 (it) では、zona 3 (sismicità bassa) に分類される。

## 行政

### 分離集落
ウズマーテ・ヴェラーテには、以下の分離集落（フラツィオーネ）がある。
- Usmate (sede comunale), Corrada, Velate